# Scatsta

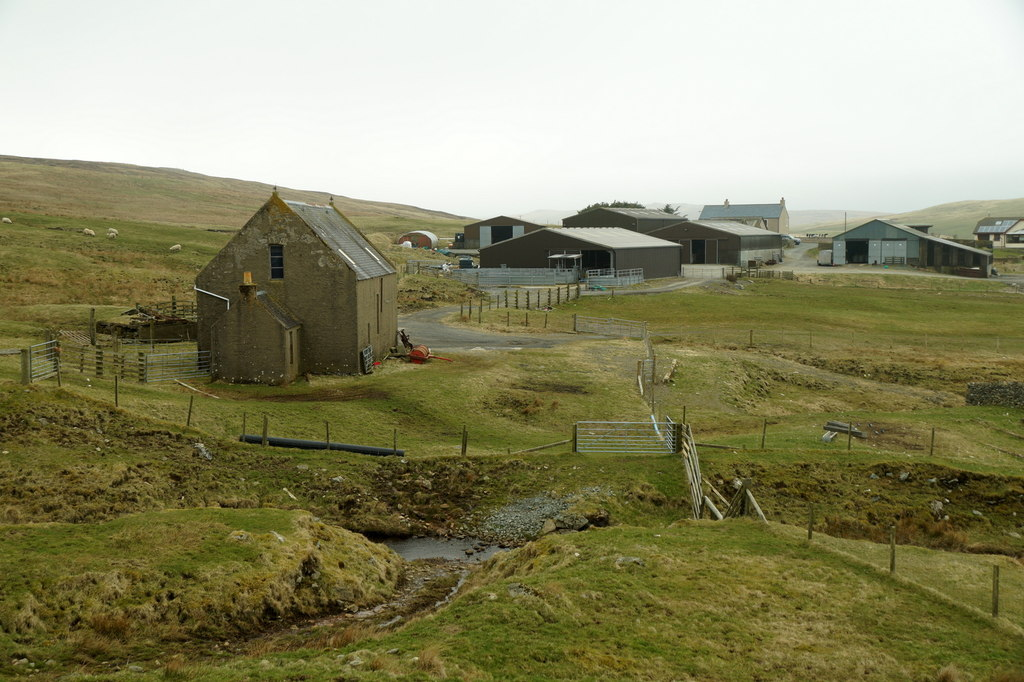
Ein Bauernhof in Scatsta

Scatsta ist eine kleine Ortschaft, die in Schottland im Norden der Shetlandinseln liegt.

## Geographie
Scatsta liegt im äußersten Norden von Mainland im Bereich der Küste, südwestlich der Buchten Houb of Scatsta und Voe of Scatsta, die östliche Ausläufer des Sullom Voes sind. Überragt wird der Ort vom 120 Meter hohen Hill of Scatsta im Südwesten. Zum Öl-Terminal von Sullom Voe sind es 8 Kilometer im Nordosten, nach Lerwick 39 Kilometer im Südosten. Nahe gelegene Ortschaften sind Garth im Nordosten und Brae im Südwesten.

## Historisches
Im Rahmen der historischen Gliederung Schottlands in Civil Parishes zählt Scatsta zu Delting.

## Verkehr
Durch Scatsta verläuft die B9076, die Brae im Südwesten mit Firth im Nordosten verbindet. Der Flugplatz Scatsta Airport liegt im Norden des Ortes.